# Haarhygrometer

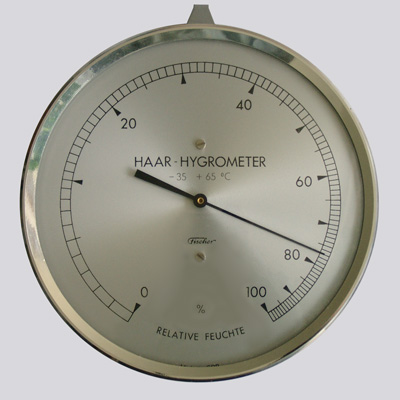
Anzeige eines Haarhygrometers

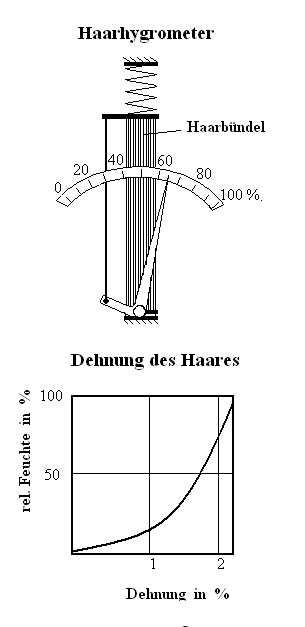
Funktionsprinzip und Luftfeuchtigkeitsabhängigkeit der Längenausdehnung

Ein Haarhygrometer ist ein Messgerät zur Messung der relativen Luftfeuchtigkeit. Der Physiker Horace-Bénédict de Saussure nutzte als Erster die Eigenschaft menschlicher Haare, sich bei Luftfeuchtigkeit auszudehnen, für die Erfindung eines Messgerätes. Er entwickelte in 5-jähriger Arbeit (bis 1783) ein reproduzierbares und vergleichbares Messgerät, welches zur Messung der Luftfeuchtigkeit im Netz der „Societas Meteorologica Palatina“ verwendet wurde.

## Aufbau und Funktion
Als Messelement dient ein Bündel meist menschlicher Haare, deren Ausdehnung über ein Hebelwerk umgesetzt und auf einer Skala angezeigt wird. Haare dehnen sich bei Feuchtigkeitsaufnahme aus, bei Feuchtigkeitsverlust ziehen sie sich zusammen. Besonders geeignet zur Verwendung in Hygrometern sind blonde Frauenhaare, da diese besonders fein sind. Dabei reagieren diese bei einer Luftfeuchtigkeitsveränderung um 10 % mit einer Längenänderung von im Mittel 0,25 %. Weil die Längenänderung von Haaren nahezu temperaturunabhängig und zudem mit einfachen Mitteln erfassbar ist, eignen sie sich gut zur Luftfeuchtigkeitsmessung. Die Längenausdehnung und damit die Skalenteilung ist jedoch nicht linear und wird mit steigender Luftfeuchte immer geringer. Hierdurch lassen sich Echthaarhygrometer von Synthetikfaserhygrometern (lineare Skalenteilung) leicht unterscheiden.

## Eigenschaften
Beim Einsatz in Innenräumen, in denen die Luftfeuchte konstant relativ niedrig ist, müssen Haarhygrometer im Abstand von 2 bis 3 Wochen regeneriert werden, da sie sonst bald zu hohe Werte anzeigen. Dazu wird das Messelement mit destilliertem Wasser befeuchtet oder das ganze Gerät für ca. eine Stunde in ein feuchtes Tuch gehüllt. Danach sollte eine Luftfeuchtigkeit von 95 % angezeigt werden. Wird dieser Wert nicht erreicht oder überschritten, muss der Zeiger mithilfe einer am Gerät angebrachten Einstellschraube korrigiert werden. Nach der Regeneration zeigt das Haarhygrometer wieder in allen Feuchtebereichen korrekt an. Haarhygrometer eignen sich demnach gut zur Messung im Außenbereich, weil hier nachts oft hohe Luftfeuchtigkeitswerte erreicht werden.
Die Messunsicherheit bei guten Haarhygrometern beträgt im mittleren und hohen Feuchtebereich circa +/− 3 %, im niedrigen Feuchtebereich nimmt sie auf 5 % ab. Bei längerem Einsatz in niedrigen Feuchtebereichen nimmt der Messfehler deutlich zu, was eine Regeneration erforderlich macht. Außerdem muss das Haar gegen direkte Sonne abgeschirmt werden, da es strahlungsempfindlich ist.